# Jorge Gutiérrez (pugile)
Jorge Gutiérrez Espinosa (Camagüey, 18 settembre 1975) è un ex pugile cubano.
Ha vinto la medaglia d'oro olimpica nel pugilato alle Olimpiadi 2000 svoltesi a Sydney, in particolare nella categoria pesi medi.
Inoltre ha conquistato una medaglia d'argento ai campionati mondiali di pugilato dilettanti nel 1999 e una medaglia d'oro ai giochi panamericani nello stesso anno, in entrambi i casi nella categoria pesi superwelter.